# Stadio Primo Nebiolo (Messina)
Lo stadio Primo Nebiolo è lo stadio di baseball di Messina.

## Storia
Il campo venne edificato nel 1997 in previsione delle Universiadi 1997 e dei successivi Mondiali di baseball 1998 nel quale alcune partite si sono svolsero a Messina, prende il nome dall'area nella quale è edificato (contrada Conca d'oro), e successivamente è stato intotitolato all'ex presidente della Federazione Italiana di Atletica Leggera Primo Nebiolo.

## Utilizzo
Dopo le Universiadi e i mondiali di baseball, l'impianto è attualmente utilizzato dal CUS Messina militante nella Serie A Federale - Girone B della Italian Baseball League, ed ospita con discreta frequenza partite della Nazionale di baseball dell'Italia.
Nel 2009 ha ospitato due partite del girone 7 in occasione della fase finale del Campionato mondiale di baseball 2009 che si è svolta in Italia.

## Galleria d'immagini

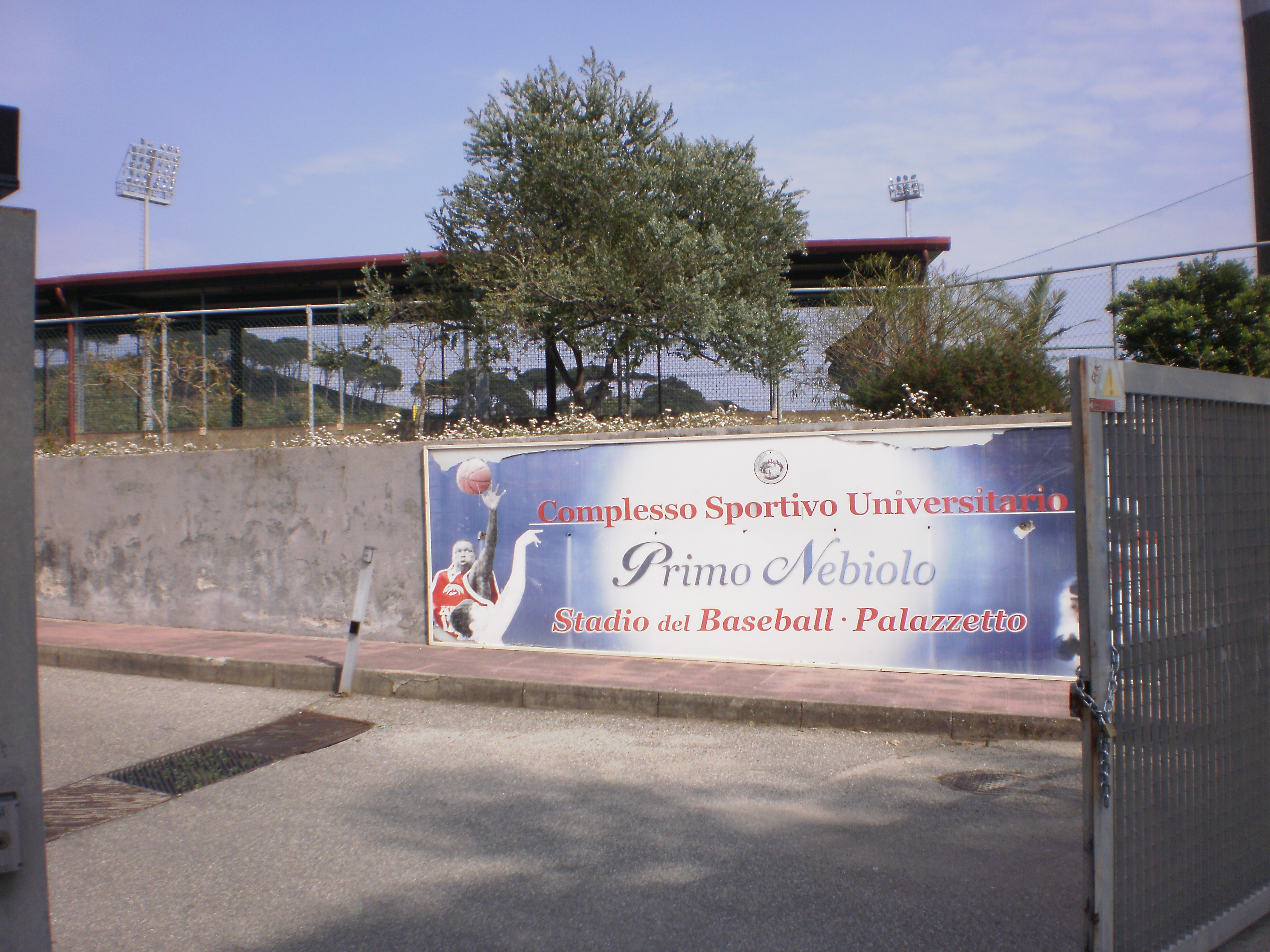
L'esterno
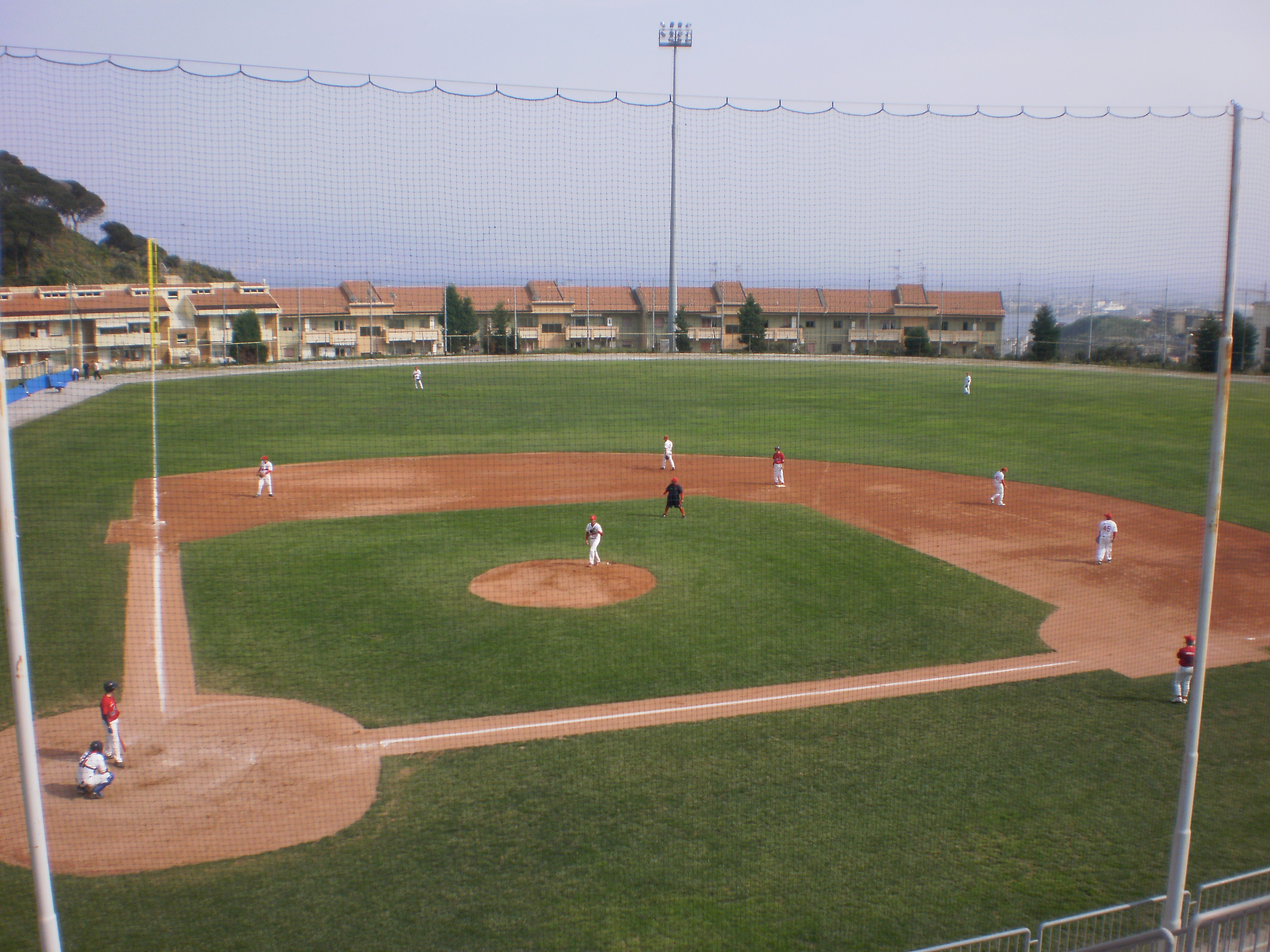
Vista totale del terreno e delle tribune
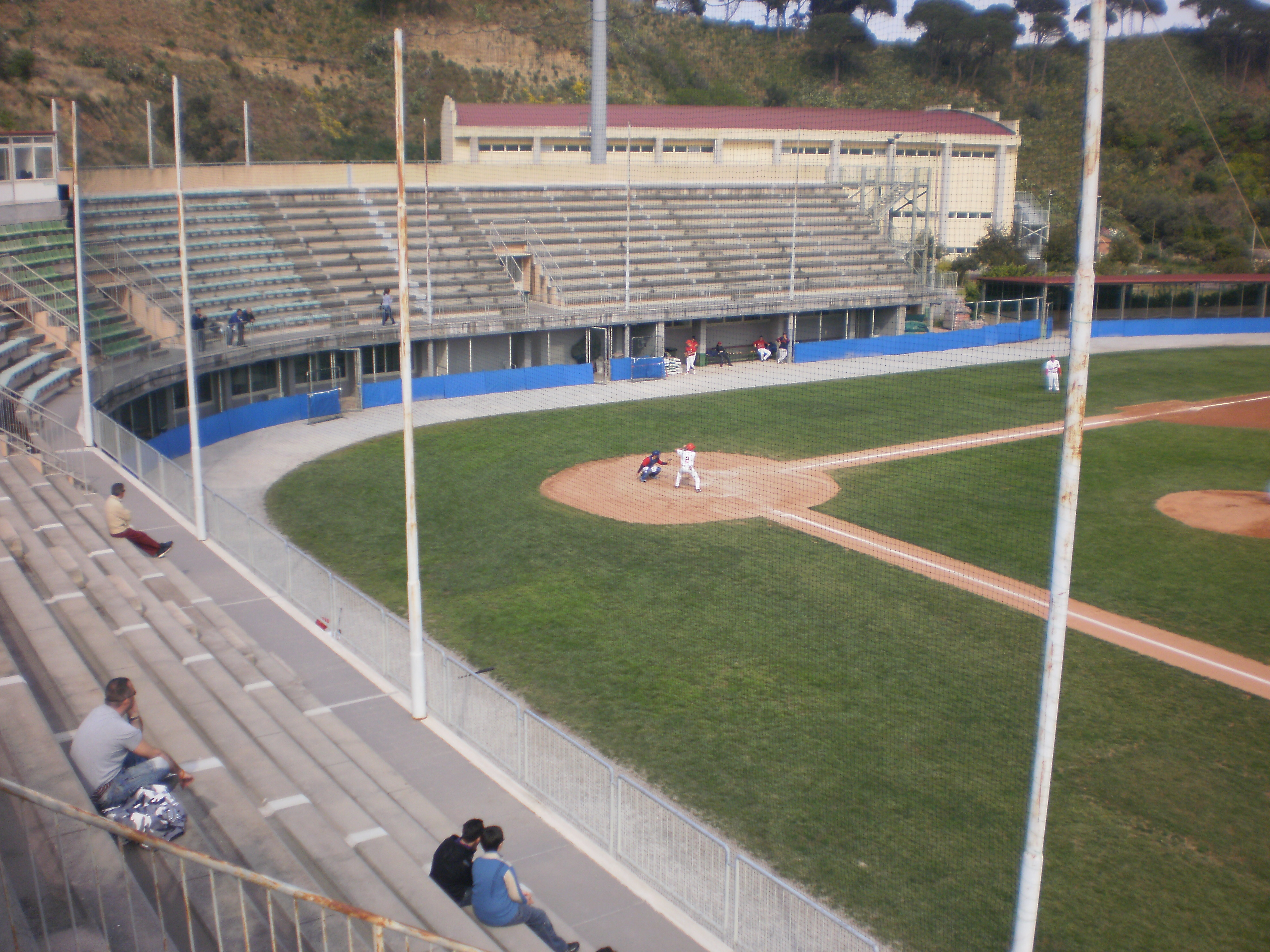
Le tribune
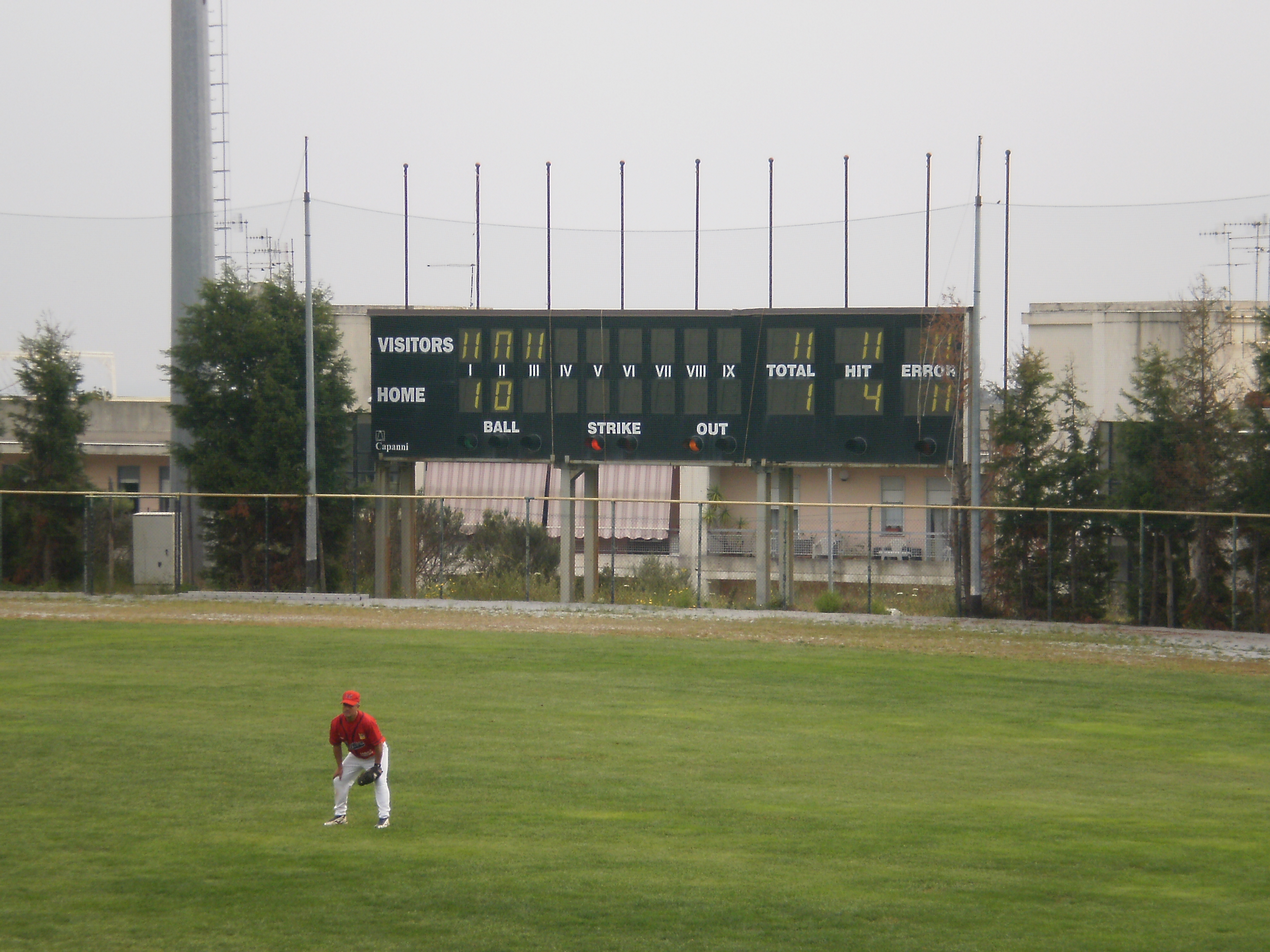
Il tabellone elettronico